# A Game at Chess

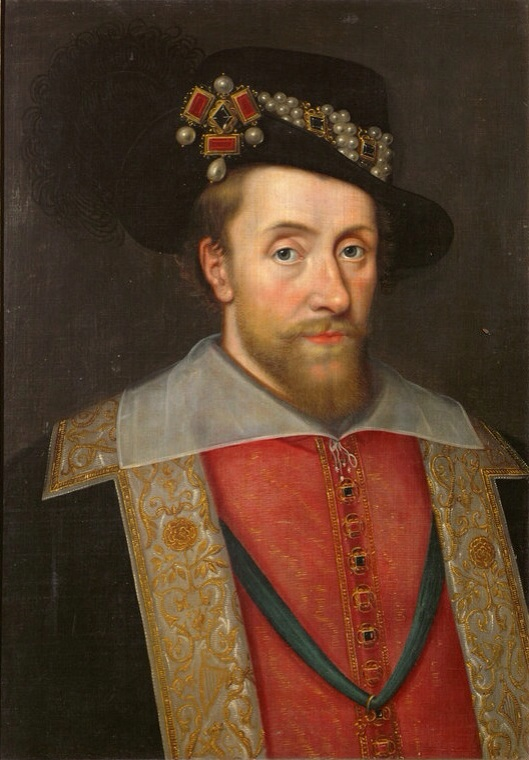
Jacobo I de Inglaterra, en quien se basa el Rey Blanco

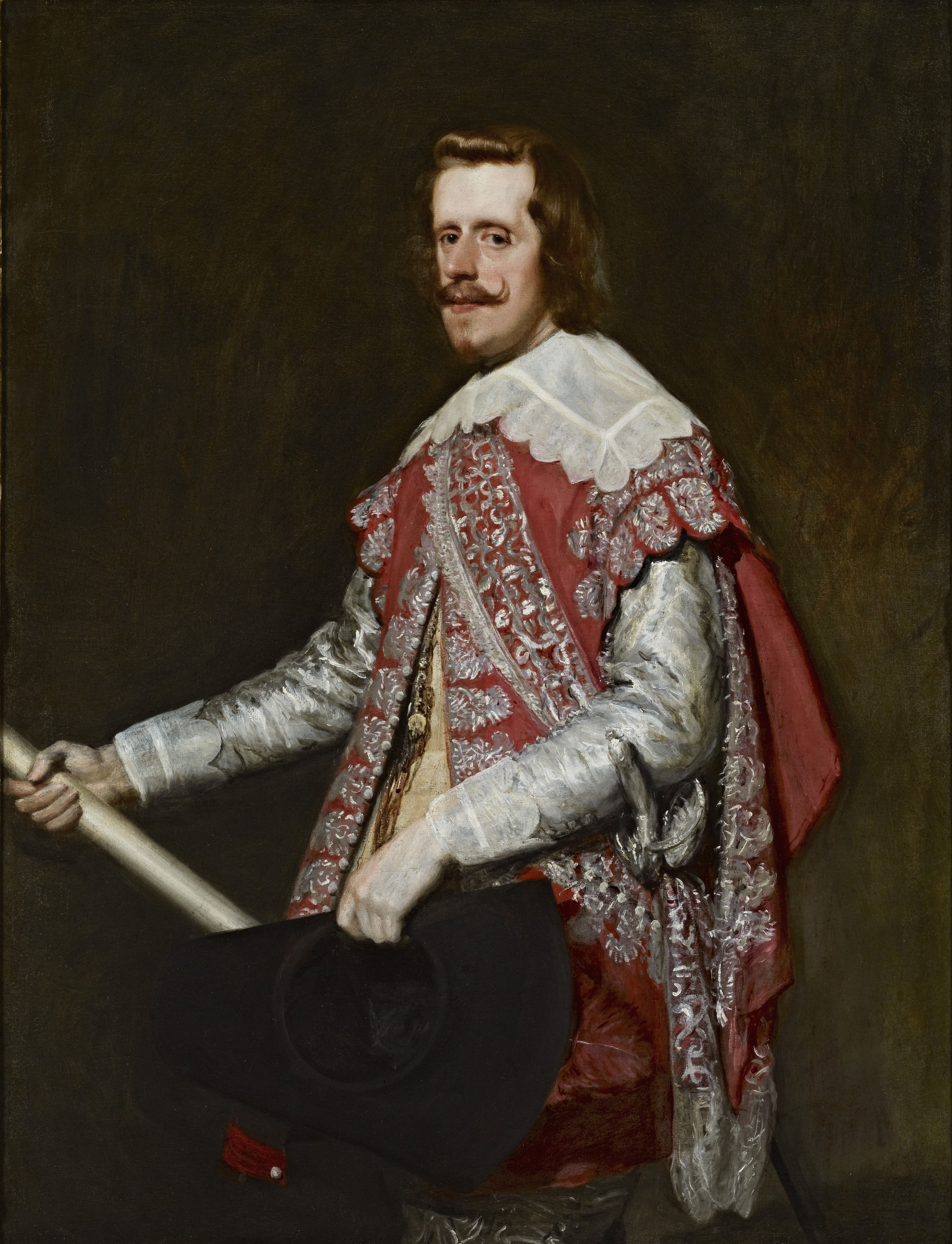
Felipe IV de España, en quien se basa el Rey Negro

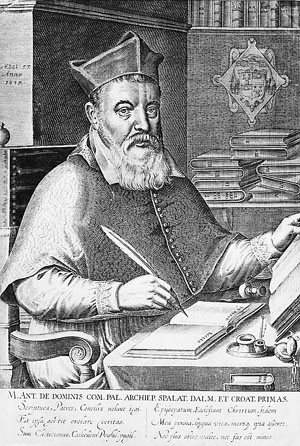
Marco Antonio de Dominis, en quien se basa el Obispo Gordo

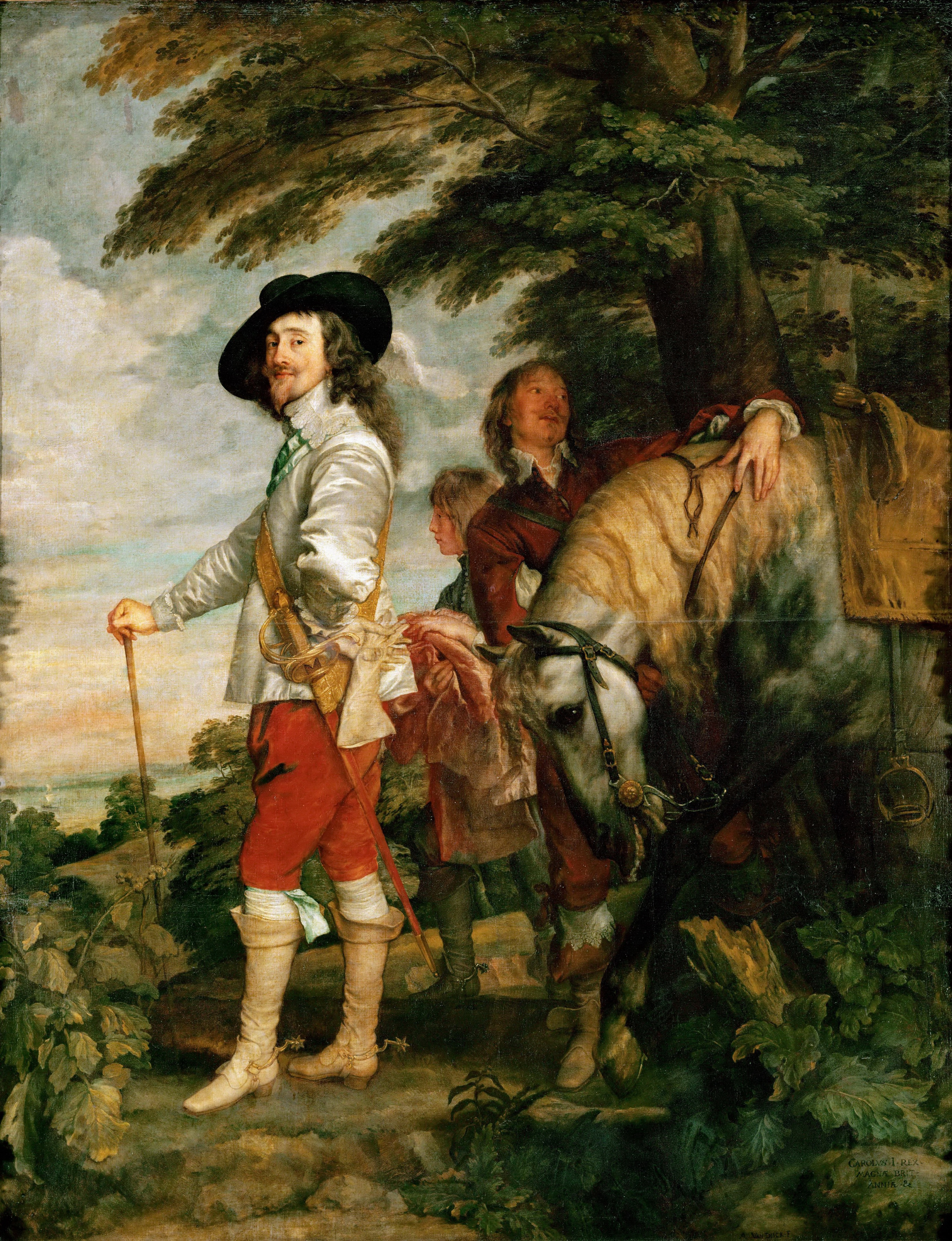
Carlos I de Inglaterra, en quien se basa el Caballero Blanco

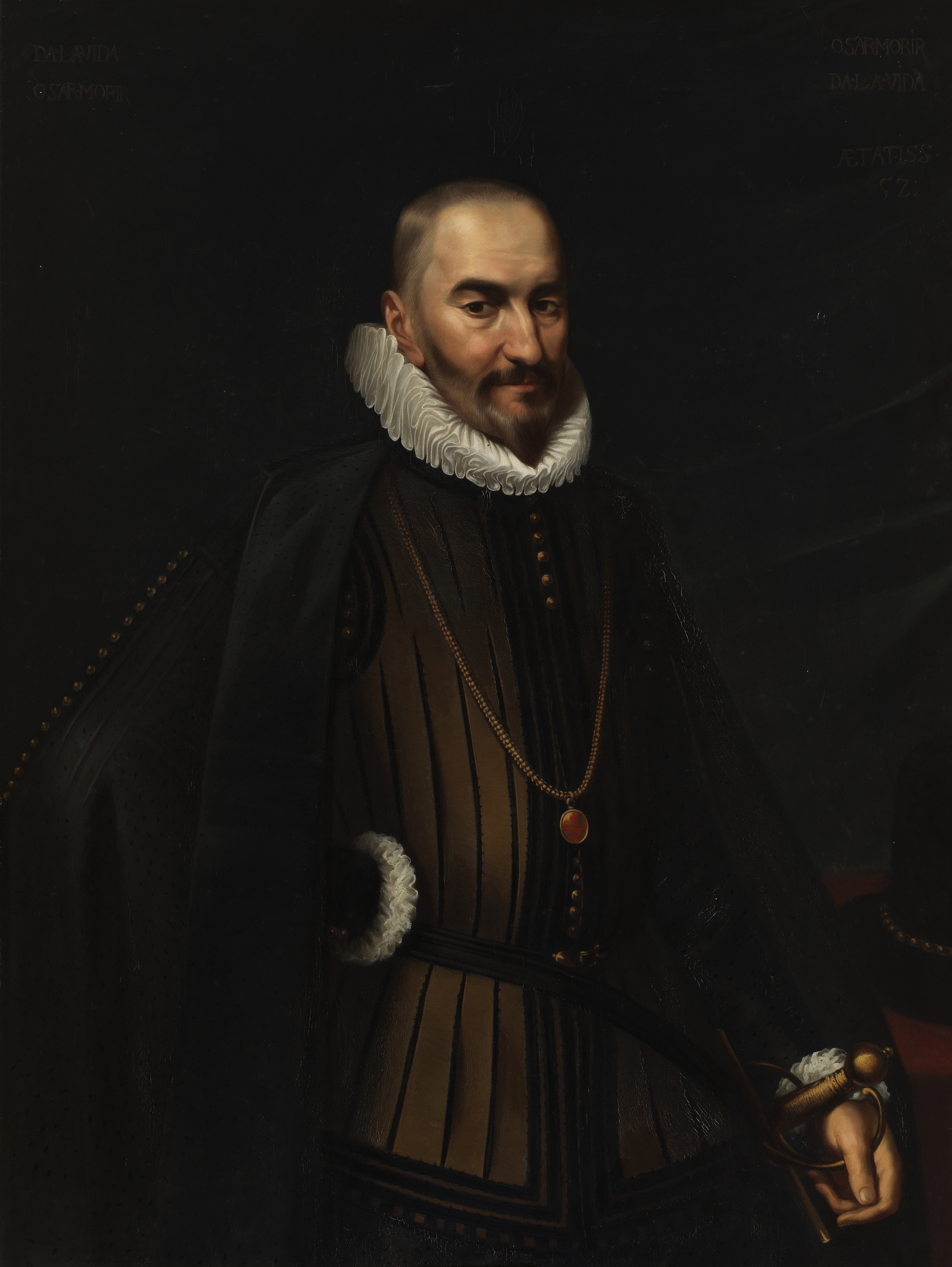
Diego Sarmiento de Acuña conde de Gondomar, en quien se basa el Caballero Negro

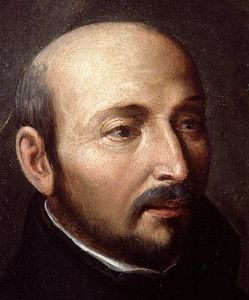
Ignacio de Loyola aparece como un fantasma

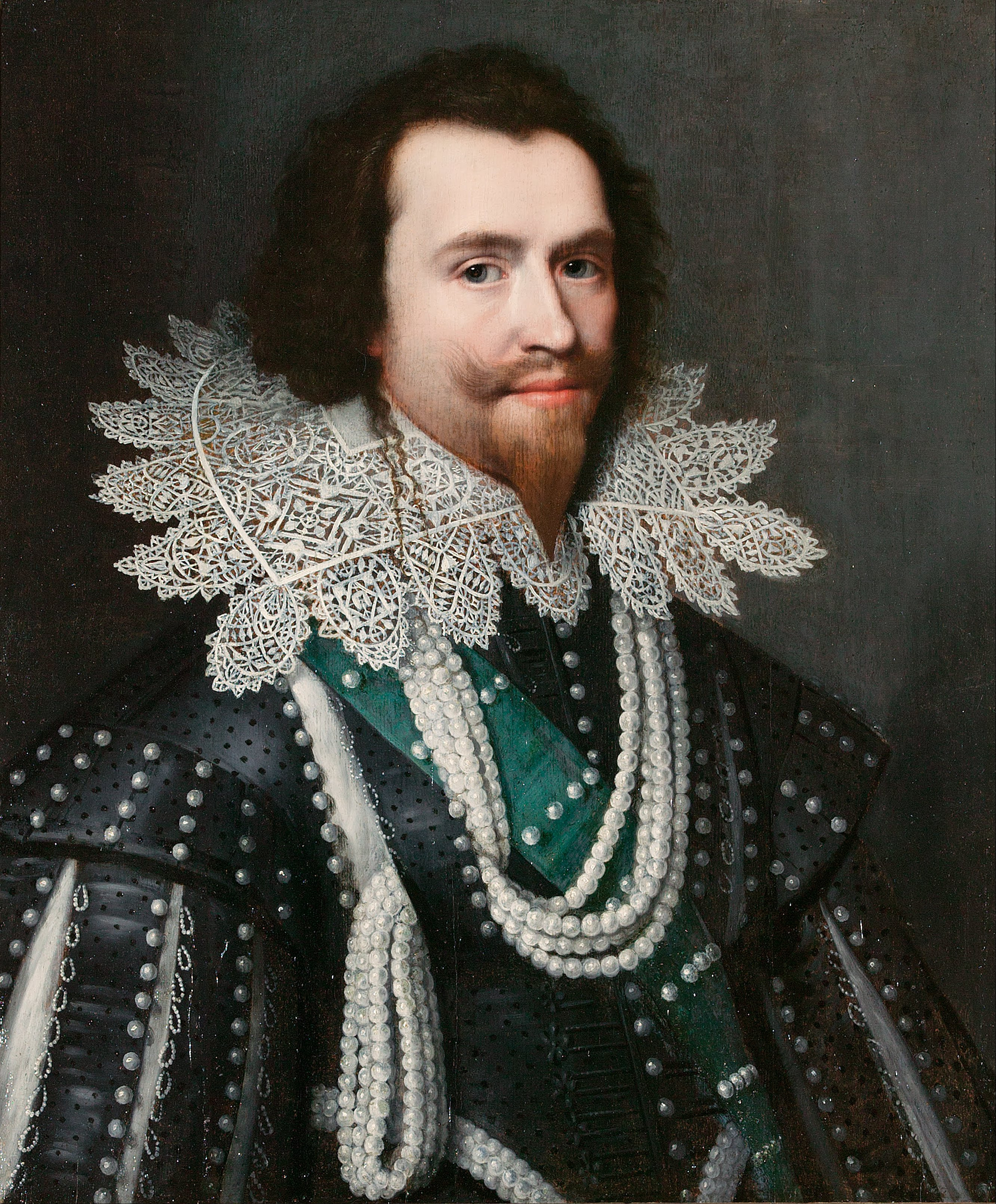
George Villiers, I Duque de Buckingham, en quien se basa el Duque Blanco

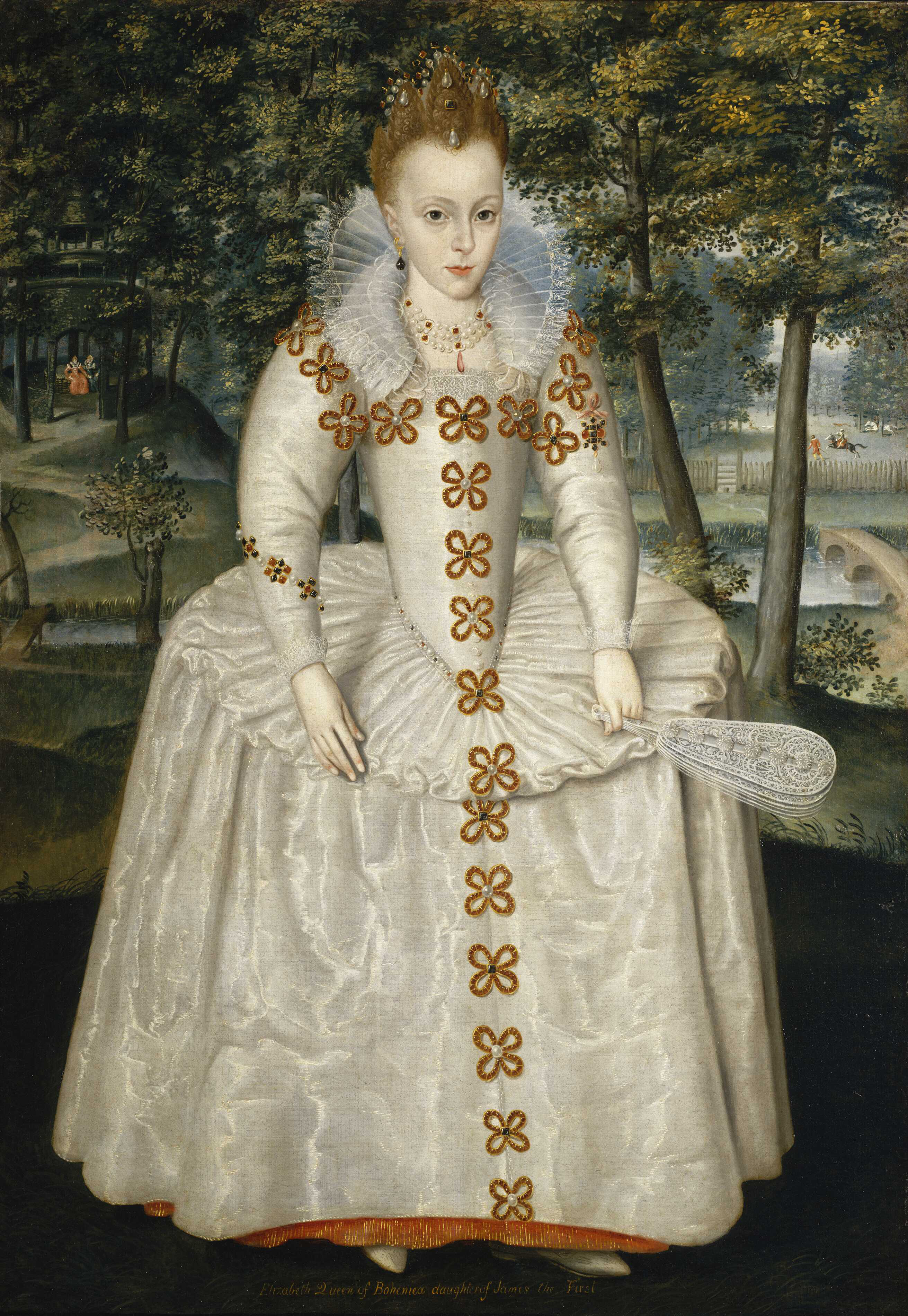
Isabel Estuardo, en quien se basa la Reina Blanca

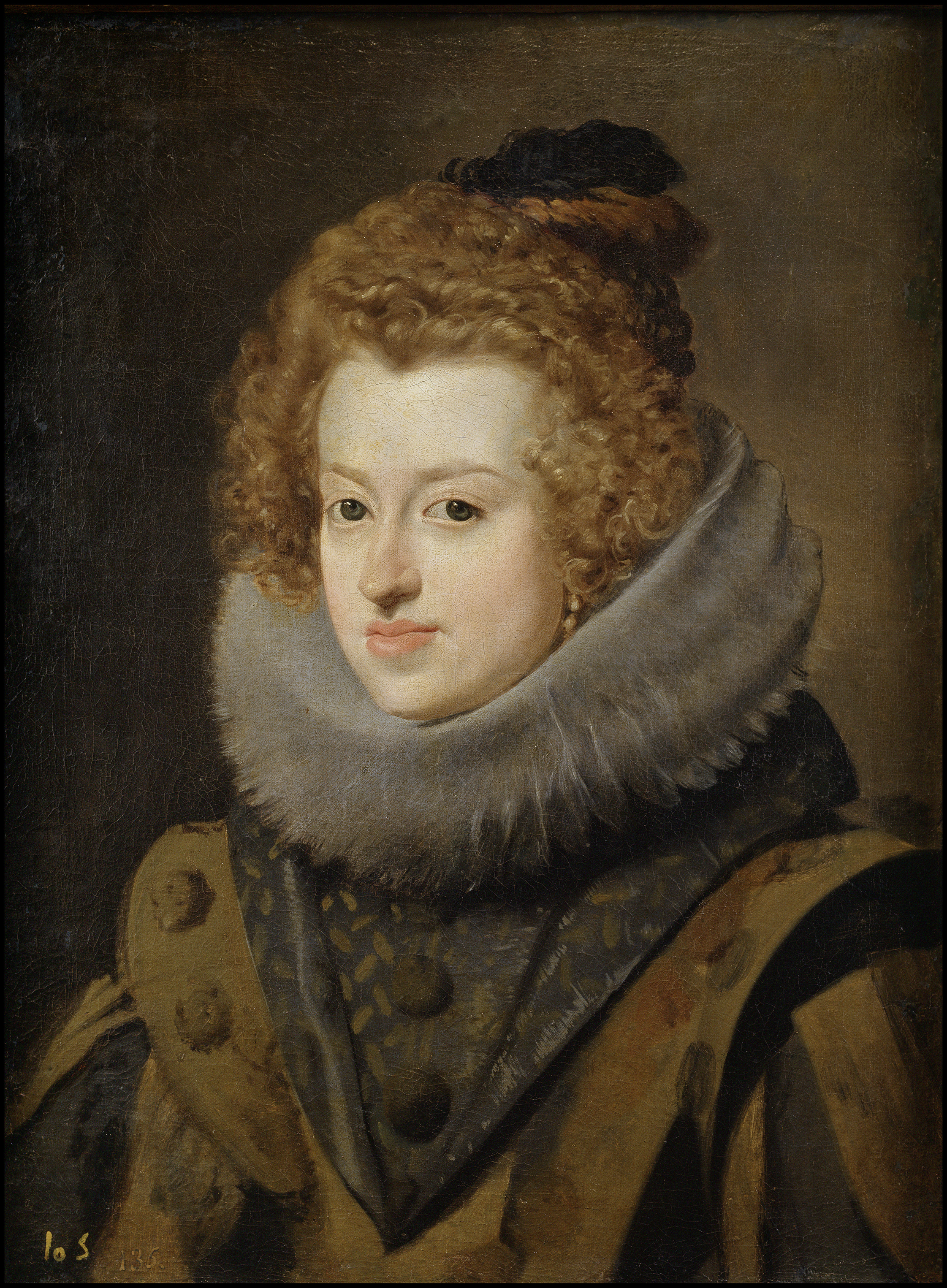
María Ana de Austria, en quien se basa la Reina Negra

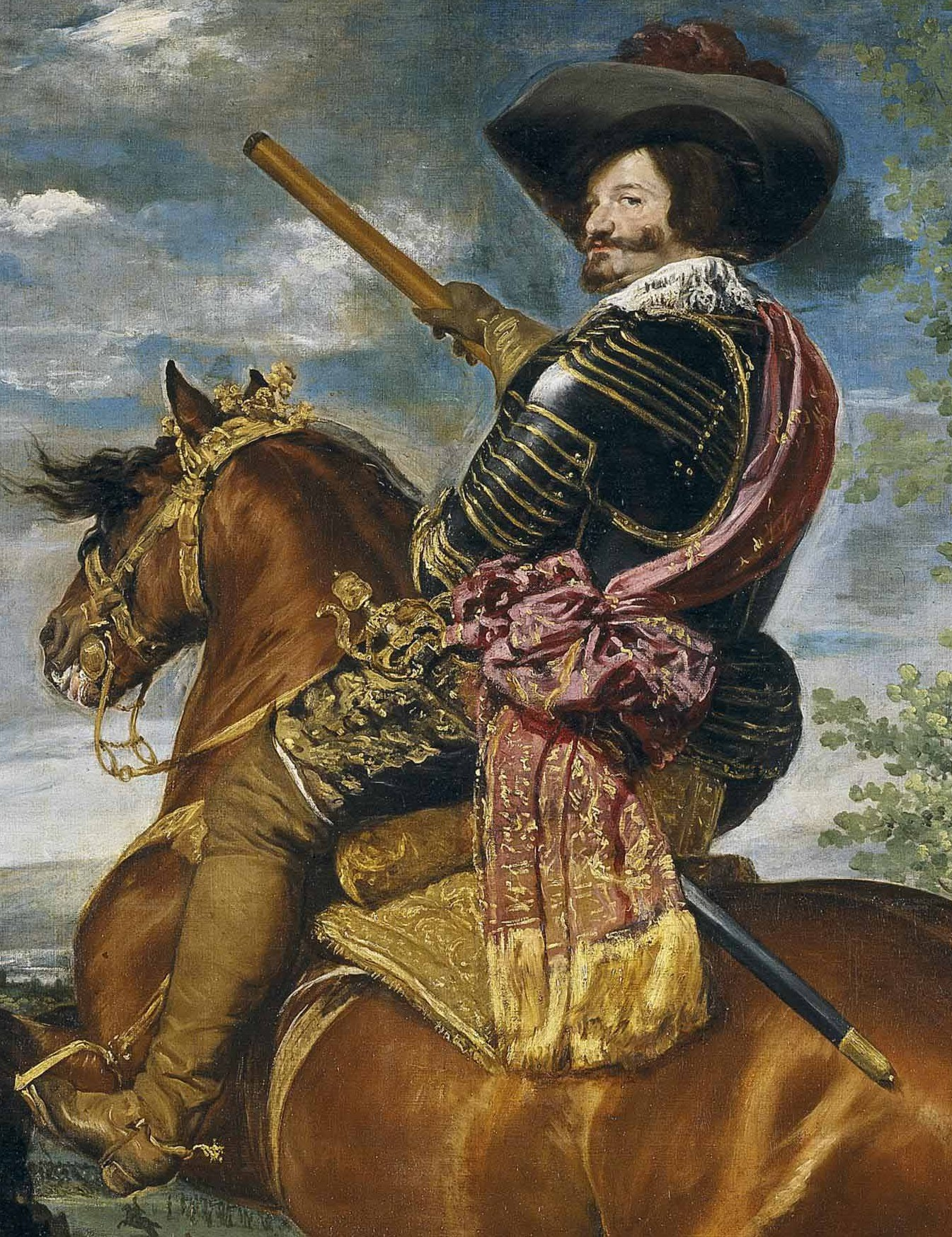
Conde-duque de Olivares, en quien se basa el Duque Negro

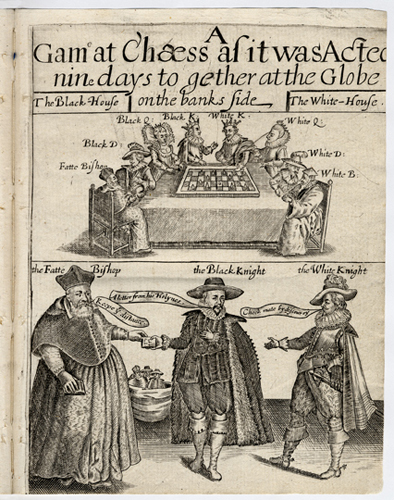
Página de una de las ediciones, donde aparecen distintos personajes principales de ambas Casas

Una partida de ajedrez (más conocida como A Game at Chess) es una obra de teatro cómica y satírica escrita por Thomas Middleton y representada por primera vez en agosto de 1624 por The King's Men en el teatro The Globe. Es remarcable por su contenido político.

## La obra
El argumento parece estar relacionado con una partida de ajedrez, e incluso contiene una auténtica apertura: un gambito de dama declinado. En lugar de tener nombres auténticos, los personajes son conocidos como el Caballero Blanco, el Rey Negro, etc. A pesar de ello, la audiencia reconoció inmediatamente la obra como una alegoría sobre la tormentosa relación entre España (las piezas negras) y Gran Bretaña (las piezas blancas). El rey Jacobo I de Inglaterra es el Rey Blanco, mientras que Felipe IV de España es el Rey Negro. El autor sitúa necesariamente al bando con el que simpatiza en el lado bueno, que está asociado al color blanco. El sentido de la obra realmente consiste en dramatizar el conflicto a causa de las negociaciones para una propuesta de matrimonio entre el entonces príncipe Carlos I y la infanta española María Ana de Austria. El fracaso de este matrimonio, conocido como "Spanish Match", sirvió a la población inglesa para acrecentar su sentimiento de rechazo a los españoles. Dicho sentimiento se remontaba tiempo atrás, dado que su relación histórica siempre había sido de "desconfianza"; no obstante, Jacobo I llevó a cabo una política muy permisiva con españoles, hecho que sirvió también para aumentar el descontento de los ingleses. Una partida de ajedrez se centra en el viaje del príncipe Carlos (el Caballero Blanco) y George Villiers, I Duque de Buckingham (el Duque Blanco, o torre) a Madrid en 1623.
Entre los blancos de la sátira se encontraba el antiguo Arzobispo de Split, Marco Antonio de Dominis, caricaturizado como el personaje secundario del Obispo Gordo (interpretado por William Rowley). De Dominis era un famoso desertor de la época: había dejado la Iglesia Católica y Romana para adoptar el anglicanismo —y después regresó a Roma. El Peón del Rey Blanco, traidor, es una composición de varias figuras, incluyendo a Lionel Cranfield, primer Conde de Middlesex y antiguo tesorero real, acusado de traición ante la Cámara de los Lores en abril de 1624.
El antiguo embajador español en Londres, Diego Sarmiento de Acuña, Conde de Gondomar, fue satirizado y caricaturizado descaradamente en la obra como el maquiavélico Caballero Negro (la compañía The King's Men se había dedicado a comprar prendas de ropa antiguas del armario de Gondomar para el papel). Su sucesor reconoció la sátira y se quejó al rey Jacobo I. Su descripción de la reacción de la muchedumbre a la obra representa un retrato vívido de la escena:
Hubo tal alegría, bullicio y aplausos que incluso si hubiera estado a muchas leguas de distancia, no habría sido posible para mí no darme cuenta.
La obra dejó se representarse tras nueve puestas en escena (del 6 al 16 de agosto, excluyendo los domingos), pero no antes de que se hubiera convertido en "el mayor taquillazo del Londres moderno primitivo".  El Consejo Privado del Reino Unido abrió una causa contra los actores y el autor de la obra el 18 de agosto (entonces era ilegal retratar a cualquier rey cristiano en escena). El teatro The Globe cerró a causa de este enjuiciamiento, aunque Middleton consiguió ser absuelto demostrando que la obra había sido aceptada por el maestro de ceremonias Henry Herbert. A pesar de ello, se prohibieron futuras representaciones y Middleton y los actores fueron reprendidos y multados. Después de ello, Middleton nunca volvió a escribir más obras.
Surge entonces una pregunta lógica: si la obra era claramente ofensiva, ¿por qué el maestro de ceremonias le dio licencia el 12 de junio de aquel verano para ser representada? Es probable que Herbert actuara en colusión con el "partido de la guerra", que incluía figuras tan prominentes como el príncipe Carlos y el Duque de Buckingham, quienes ansiaban una guerra contra España y se alegraban de ver al público ardiendo de ira contra los españoles. Si esto es verdad, Middleton y The King's Men fueron irónicamente peones en una partida de ajedrez geopolítica.

## Personajes
Los personajes están basados en figuras políticas reales. Las siguientes identificaciones han sido sugeridas por Gary Taylor en Thomas Middleton: The Collected Works (OUP, 2007), pp. 1830–1.

### Secuencia inicial
- Prólogo.
- Ignacio de Loyola, fantasma del fundador de los jesuitas.
- El Error, una personificación alegórica de la herejía religiosa.

### Casa Blanca
- El Rey Blanco. Basado en el rey Jacobo I de Inglaterra.
  - El Peón del Rey Blanco. Espía para la Casa Negra al que muy comúnmente se reconoce como un símbolo de Lionel Cranfield, Conde de Middlesex.
- La Reina Blanca. Basada en Isabel Estuardo, hija del Rey Jacobo.
  - El Peón de la Reina Blanca. Joven virgen, antigua prometida del Peón del Obispo Blanco.
- El Caballero Blanco. Basado en Carlos I de Inglaterra, hijo del Rey Jacobo.
- El Duque Blanco. Basado en George Villiers, I Duque de Buckingham, favorito del Rey Jacobo I y amigo de Carlos.
- El Obispo Gordo. Basado en Marco Antonio de Dominis, Obispo de Split. Antiguo obispo de la Casa Negra que había renunciado a ella para unirse a la Casa Blanca. Tiene un papel cómico, escrito para el actor William Rowley.
  - El Peón del Obispo Gordo. Sirviente.
- El Obispo Blanco. Basado en el Arzobispo de Canterbury.
  - El Peón del Obispo Blanco. Ministro protestante, antiguo prometido del Peón de la Reina Blanca. Fue castrado por el Peón del Obispo Negro.
- El Peón Blanco. Sirviente cuya lealtad no se especifica.

### Casa Negra
- El Rey Negro. Basado en el Rey Felipe IV de España.
- La Reina Negra. Basada en María Ana de Austria. Tenía una propuesta de matrimonio con el Caballero Blanco.
  - El Peón de la Reina Negra. Jesuita.
- El Caballero Negro. Basado en Diego Sarmiento de Acuña, Conde de Gondomar, embajador español en Londres.
  - El Peón del Caballero Negro. Pretendiente del Peón de la Reina Blanca, fue quien castró al Peón del Obispo Blanco.
- El Duque Negro. Basado en Gaspar de Guzmán, Conde-duque de Olivares, uno de los favoritos de Felipe IV.
- El Obispo Negro. Basado en el Padre General, líder de la Compañía de Jesús.
  - El Peón del Obispo Negro. Jesuita.
- El Peón Jocoso Negro. Cómico peón de lealtad incierta que molesta a un Peón Blanco. No aparece en todas las versiones de la obra.
- El Peón Negro. Sirviente cuya lealtad se desconoce.

## Textos
Una partida de ajedrez sobrevive gracias a nueve textos diferentes, cada uno de los cuales cuenta con características únicas. Gary Taylor considera por ella que la obra es "el problema editorial más complicado de todo el corpus del drama moderno más próximo, y uno de los más complicados de la literatura inglesa". Lo que hace de Una partida de ajedrez una obra única es que existe en más manuscritos del siglo XVII que en ediciones impresas (seis manuscritos existentes en comparación con tres ediciones impresas). De los manuscritos, uno es un testamento ológrafo y tres son trabajo de Ralph Crane, un escriba profesional que trabajó para The King's Men en aquella era y que se cree que preparó algunos textos para el First Folio de Shakespeare.
Hay dos estudios principales sobre la relación entre los textos: el de T. H. Howard Hill (1995) y el de Gary Taylor (2007); los estudios dan nombres diferentes a los textos.
| Nombre (Howard-Hill)         | Nombre (Taylor) | Localización actual           | Origen                                                                                  | Creador                                       | Notas                                             |
| ---------------------------- | --------------- | ----------------------------- | --------------------------------------------------------------------------------------- | --------------------------------------------- | ------------------------------------------------- |
| Archdall (Ar.)               | Crane1          | Biblioteca Folger Shakespeare | Fue propiedad del anticuario irlandés Mervyn Archdall                                   | Ralph Crane (escriba)                         | Se cree que es el ejemplar más antiguo de la obra |
| Bridgewater-Huntington (B-H) | Bridgewater     | Biblioteca Huntington         | Comprado de la colección de Francis Egerton, Conde de Ellesmere, en la Casa Bridgewater | Escriba no identificado                       |                                                   |
| Lansdowne (Ln.)              | Crane2          | Biblioteca Británica          | Colección Lansdowne                                                                     | Ralph Crane (escriba)                         |                                                   |
| Malone (Ma.)                 | Crane3          | Biblioteca Bodleiana          | Antiguamente, propiedad de William Hammond (d.1635) y John Pepys (d.1652)               | Ralph Crane (escriba)                         |                                                   |
| Primera cuartilla (Q1)       | Okes            | No disponible                 | No disponible                                                                           | Nicholas Okes (impresor)                      |                                                   |
| Segunda cuartilla (Q2)       | Okes2           | No disponible                 | No disponible                                                                           | Nicholas Okes (impresor)                      | Reimpresión de Q1                                 |
| Tercera cuartilla (Q3)       | Mathews/Allde   | No disponible                 | No disponible                                                                           | Augustine Mathews y Edward Allde (impresores) |                                                   |
| Rosenbach (Rs.)              | Rosenbach       | Biblioteca Folger Shakespeare | Fue propiedad de A.S.W. Rosenbach                                                       | Dos escribas no identificados                 |                                                   |
| Trinity (Tr.)                | MiddletonT      | Trinity College (Cambridge)   | Quizá Patrick Young, bibliotecario del Rey Jacobo I                                     | Thomas Middleton (autor)                      |                                                   |

## Sinopsis
(Nota: las divisiones de actos y escenas de esta sinopsis siguen la edición de la obra de Women Beware Women and Other Plays, editada por Richard Dutton en 1999, Oxford).
Prólogo
El Prólogo explica que esta obra de teatro se basa en un juego de ajedrez, donde las piezas representan hombres y cargos. Al final, dice: "Se hará jaque mate a los enemigos de la virtud".
Iniciación
El fantasma de Ignacio de Loyola (fundador de la Compañía de Jesús) se sorprende al encontrar un rincón del mundo (Inglaterra) donde su orden (la Iglesia Católica) no se ha establecido. Su sirviente, Error (personificación de la desviación), que ha estado durmiendo a los pies de Ignacio, se levanta y cuenta que ha estado soñando con un juego de ajedrez donde "nuestro lado" —los Negros / católicos— estaba enfrentado a los Blancos / ingleses. Ignacio dice que quiere ver el sueño para observar el progreso de su lado. Las "piezas" (actores vestidos de piezas de ajedrez) entran. Ignacio expresa desprecio por sus propios seguidores y dice que su verdadero objetivo es gobernar el mundo entero por sí mismo.

### Acto I
Escena 1
El Peón de la Reina Negra, una jesuita, trata de corromper al Peón de la Reina Blanca, un ser virginal al que se conoce como Virgen Blanca. Fingiendo lágrimas, el Peón de la Reina Negra dice que se compadece de la Virgen Blanca, quien cree que se perderá eternamente, a pesar de su belleza, porque es demasiado "firme" (en el sentido de 'virtuosa'). El Peón del Obispo Negro, un jesuita, entra y asume el control sobre el intento de corromper a la Virgen Blanca, animándola a confesarle sus pecados (la confesión era una práctica católica altamente sospechosa en la Inglaterra del Renacimiento). La Virgen Blanca confiesa que una vez consideró empezar una relación amorosa, pero finalmente no lo hizo porque el Peón del Caballero Negro castró al hombre al que amaba —el Peón del Obispo Blanco—. El Peón del Obispo Negro le da a la Virgen Blanca un manual con instrucciones sobre moral y ella sale.
El Peón del Caballero Negro y su víctima castrada, el Peón del Obispo Blanco, entran, intercambian insultos y salen.
El Caballero Negro entra. Se da cuenta de que el "negocio de la monarquía universal" (i.e., el negocio de la Iglesia Católica) va bien, gracias sobre todo a su habilidad para atrapar almas por medio del encanto y la decepción. El Peón del Rey Blanco —un espía que trabaja en secreto para los Negros— entra y emite un informe. Gondomar elogia al espía a la cara, pero le insulta cuando este sale.

### Acto II
Escena 1
La Virgen Blanca entra leyendo el libro que el Peón del Obispo Negro le ha dado. Dicho libro la instruye en la obediencia a su confesor en todos los aspectos. 
El Peón del Obispo Negro entra leyendo una carta del Rey Negro, donde dice que quiere "capturar" (seducir) a la Virgen Blanca por sí mismo. El Peón del Obispo Negro comenta que ayudará al Rey, pero antes trata de "probar" a la Virgen Blanca él mismo. 
La Virgen Blanca saluda al Peón del Obispo Negro y le ruega que le dé una orden para poder probar su virtud obedeciéndole. El Peón del Obispo Negro le ordena que le bese; ella se opone; él la regaña por su desobediencia y dice que, como castigo por su negativa, debe ofrecerle ahora su virginidad. Se oye un ruido de entre bastidores que funciona como distracción y que permite a la Virgen Blanca escapar. 
El Obispo Negro entra con el Caballero Negro. El Obispo Negro regaña a su peón, alegando que las noticias de su fracasada seducción supondrán un escándalo para los Negros. El Caballero Negro planea el encubrimiento. Ordena al Peón del Obispo Negro que huya, en lo que él falsificará documentos para que parezca que el peón no estaba cerca cuando se produjo el incidente. También ordena al Obispo Negro quemar todos sus archivos en caso de que la Casa sea investigada (los archivos contienen grabaciones de varios otros casos de seducciones y fechorías). 
Al final de la escena, el Peón del Caballero Negro entra y muestra remordimiento por haber castrado al Peón del Obispo Blanco.
Escena 2
El Obispo Gordo —un antiguo miembro de la Casa Negra que ahora trabaja para los Blancos— se regodea con su nueva vida: ahora es libre para atiborrarse de comida y sexo con regularidad. Es autor de varios libros que critican la Casa Negra. 
Entran el Caballero Negro Gondomar y el Obispo Negro, jesuita. Maldicen al Obispo Gordo y juran venganza. 
La Virgen Blanca le cuenta al Rey Blanco que el Peón del Obispo Negro ha tratado de violarla. Ante esta acusación, el Caballero Negro llama a la Virgen Blanca mentirosa y enseña los documentos falsificados que demostrarían que el Peón del Obispo Negro estaba fuera de la ciudad cuando el incidente supuestamente tuvo lugar. El Rey Blanco, a regañadientes, declara a la Virgen Blanca culpable de calumniar al Peón del Obispo Negro y ordena que los Negros puedan disciplinarla como les parezca. Los Negros decretan que la Virgen Blanca debe ayunar durante cuatro días y arrodillarse durante doce horas al día en una habitación llena de imágenes de Aretine (imágenes eróticas italianas con poemas subtitulados por Pietro Aretino que muestran figuras clásicas en diferentes posiciones sexuales).

### Acto III
Escena 1
El Obispo Negro expresa su insatisfacción con la Casa Blanca: quiere más títulos y honores.
El Caballero Negro le da al Obispo Gordo una carta (falsa) de Roma. La carta sugiere que el Obispo Gordo podría convertirse en el próximo Papa si vuelve a la Casa Negra. Emocionado con esta noticia, el Obispo Gordo decide quemar todos los libros que ha escrito contra los Negros y unirse otra vez a la Casa Negra inmediatamente.
El Peón del Caballero Negro entra y le dice a Gondomar que su coartada se ha visto frustrada: tras una investigación, el Peón del Obispo Blanco descubrió que el Peón del Obispo Negro sí estaba en la ciudad cuando el intentó de violación a la Virgen Blanca tuvo lugar. La Virgen Blanca es absuelta y liberada. 
En un intento de recuperar su confianza, el Peón de la Reina Negra elogia la virtud de la Virgen Blanca y le cuenta que fue ella quien produjo el ruido que le permitió escapar durante el intento de violación. La Virgen Blanca se muestra agradecida. 
El Caballero Negro revela que el Peón del Rey Blanco es un espía y lo "captura".
El Obispo Gordo cambia al lado Negro y dice que comenzará a escribir inmediatamente libros contra los Blancos. En un aparte, el Caballero Negro dice que lisonjeará al Obispo Negro por un tiempo y lo traicionará tan pronto como ya no le sea útil. 
El (recientemente capturado) Peón del Rey Blanco le pregunta al Caballero Negro cómo será recompensado por su servicio. Gondomar responde enviándolo a "la bolsa" (una bolsa gigante que se encuentra en el escenario para piezas de ajedrez, símbolo del infierno).
El Peón de la Reina Negra le dice a la Virgen Blanca que ha visto a su futuro marido en un espejo egipcio mágico. La Virgen Blanca se muestra intrigada.
Escena 2
Esta escena está omitida en versiones posteriores de la obra. Implica una gran cantidad de insinuaciones sexuales y acciones físicas —muchas de las cuales sugieren relaciones sexuales anales o "firking"— entre un Peón Blanco, el Peón Jocoso Negro y otro Peón Negro. La siguiente cita del Peón Jocoso Negro resulta muy esclarecedora sobre el tenor general de la escena: "Ahora estamos más unidos para todo el mundo, como tres moscas con una pajita entre sus nalgas" (aparentemente, el segundo Peón Negro está imitando el coito anal con el Peón Blanco, que a su vez lo imita con el Peón Jocoso Negro). [cita requerida]
Escena 3
El Peón de la Reina Negra lleva a la Virgen Blanca a una habitación donde se guarda el espejo mágico. Entra el Peón del Obispo Negro, disfrazado del futuro y rico marido de la Virgen Blanca (la escena está organizada de modo que la Virgen Blanca solo pueda ver al Peón del Obispo Negro en el espejo). La Virgen Blanca es engañada con esta estratagema.

### Acto IV
Escena 1
El Peón del Caballero Negro aún se siente culpable por haber castrado al Peón del Obispo Blanco. Le pide a su confesor, el Peón del Obispo Negro, la absolución. El Peón del Obispo Negro le dice que es imposible absolverle.
El Peón de la Reina Negra entra con la Virgen Blanca. Ven al Peón del Obispo Negro, que está aún disfrazado del futuro marido de la Virgen Blanca. El Peón de la Reina Negra lleva al Peón del Obispo Negro entre bastidores para ver el espejo mágico. Cuando vuelven, el Peón del Obispo Negro jura que vio una imagen de la Virgen Blanca cuando miró en el espejo —una clara señal de que algún día será su mujer. Propone que mantengan relaciones sexuales esa misma noche, dado que están destinados el uno al otro, en lugar de perder el tiempo —pero la Virgen Blanca objeta que debe reservarse hasta que sea su mujer. El Peón del Obispo Negro se disgusta, pero el Peón de la Reina Negra le insta a no preocuparse —ella se encargará de todo. En un aparte, el Peón de la Reina Negra revela que tiene un truco pensado relacionado con el Peón del Obispo Negro.
Escena 2
El Peón del Caballero Negro expresa una vez más su remordimiento por haber castrado al Peón del Obispo Blanco. El Caballero Negro lo regaña por tener la piel tan fina; en un largo discurso, se jacta de la amplia gama de delitos que él mismo ha cometido —sin ningún escrúpulo.
El Obispo Gordo entra hojeando un libro que enumera las multas que se deben pagar en compensación por determinados pecados (un par de chelines por adulterio, cinco peniques por fornicación, etc.); dice que no hay ninguna multa por castración, lo que significa que el Peón del Caballero Negro no tiene perdón posible. El Peón del Caballero Negro está compungido y su conciencia lo atormenta: siente un fuerte deseo de absolución. El Obispo Gordo sugiere que su única opción es matar al Peón del Obispo Blanco —entonces, será culpable de asesinato, un crimen con el que sí puede obtener perdón, porque aparece en el libro de los pecados. El Peón del Caballero Negro sale jurando que matará al Peón del Obispo Blanco lo antes posible.
Escena 3
En esta escena, que se representa de manera silenciosa a través de gestos, el Peón de la Reina Negra orquesta un truco de cama —engaña al Peón del Obispo Negro para que mantenga relaciones sexuales con ella, haciéndole creer que la persona con quien se va a acostar es la Virgen Blanca.
Escena 4
El Caballero Blanco va a la Casa Negra para negociar (esto representa el viaje de Carlos a España; Middleton insinúa que el viaje se realizó con fines puramente estratégicos). El Caballero Negro Gondomar le dice al Caballero Blanco Carlos que hará cualquier cosa para complacerlo.
El Obispo Gordo intenta capturar a la Reina Blanca, que se encuentra desprotegida, pero el Obispo Blanco y el Rey Blanco previenen el ataque y capturan al Obispo Gordo, mandándolo a "la bolsa" (el infierno).

### Acto V
Escena 1
El Caballero Blanco y el Duque Blanco entran a la Corte Negra, decorada con estatuas y velas (una referencia al catolicismo).
Escena 2
El Peón del Obispo Negro —que ya no lleva el disfraz de "futuro y rico marido"— le dice a la Virgen Blanca que él es el hombre con el que ha pasado la noche. La Virgen Blanca insiste (sinceramente) en que pasó la noche sola. El Peón de la Reina Negra entra y revela su truco: ella fue la acompañante del Peón del Obispo Negro en la cama, lo que significa que la virginidad de la Virgen Blanca está, efectivamente, intacta.
El Peón del Obispo Blanco y la Reina Blanca capturan al Peón del Obispo Negro y al Peón de la Reina Negra, una jesuita, y los mandan a la bolsa.
El Peón del Caballero Negro trata de asesinar al Peón del Obispo Blanco, pero su intento se ve frustrado por la acción de la Virgen Blanca, que lo captura y lo envía a la bolsa.
Escena 3
El Caballero Blanco y el Duque Blanco acaban de terminar una comida decadente en la Corte Negra. El Caballero Negro pronuncia un largo discurso acerca de las extravagancias  de la comida. El Caballero Blanco dice que la comida no lo ha satisfecho plenamente; hay dos cosas que realmente le apetecen. El Caballero Negro dice que le proporcionará cualquier cosa que Carlos desee si acepta cambiarse a la Casa Negra. Carlos dice que lo que desea es ambición y sexo. El Caballero Negro pronuncia dos largos discursos alabando la ambición y el libertinaje sexual de los Negros para gobernar el mundo (en un momento determinado, presume de que fueron encontrados seis mil cráneos de bebés, abortados por monjas, en las ruinas de un convento —prueba del apetito sexual de los Negros). En cuanto admite estos crímenes, el Caballero Blanco revela que solo ha estado manipulando al Caballero Negro hasta sonsacarle esta información. Así, se gana el juego.
El Rey Blanco aparece con el resto de la Corte Blanca y todos los Negros restantes son enviados a la bolsa.